# او-۸۷ (کریگس‌مارینه)
زیردریایی یو-۸۷ (۱۹۴۱) (به انگلیسی: German submarine U-87 (1941)) یک زیردریایی بود که طول آن ۶۶٫۶ متر (۲۱۸ فوت ۶ اینچ) بود. این زیردریایی در سال ۱۹۴۱ ساخته شد.